# 郭靜純
郭靜純（1971年7月5日—），台灣女藝人。2006年4月30日嫁给制作人王信贵，育有一子一女。
郭静纯於1996年成为花花公子国际中文版的首位华人封面女郎。曾因《純色》寫真集全裸广告海报出现在環球電視。2004年起與何篤霖搭檔主持長壽命理節目《命運好好玩》。2016年和老公王信貴共同擔任新版《惡作劇之吻》戲劇製作，2019年和家人移民至加拿大。

## 主持作品

### 電視節目
| 年份           | 頻道                  | 節目名         | 備註             |
| -------------- | --------------------- | -------------- | ---------------- |
|                | 中視                  | 《來電50》     |                  |
| 2004年－2019年 | 超級電視台、JET綜合台 | 《命運好好玩》 | 與何篤霖共同主持 |

## 戲劇作品

### 電視劇
| 年份   | 頻道            | 劇名                                 | 角色       |
| ------ | --------------- | ------------------------------------ | ---------- |
| 1997年 | 台視            | 台視劇場人間抒情系列《錦鯉與垃圾魚》 | 陳秀美     |
| 1997年 | 中視            | 精選劇坊《奪愛》                     | 金倩妮     |
|        | 華視            | 《鴛鴦》                             |            |
|        | 華視            | 《因果劇場》                         |            |
| 1998年 | 華視            | 《台灣靈異事件－猴精》               | 華大成妻   |
| 1998年 | 華視            | 《台灣靈異事件－刃情》               | 丁雪花     |
| 1999年 | 台視            | 《台灣廖添丁》                       | 桂子、美女 |
| 1999年 | 華視            | 《何日君再來》                       | 廖麗月     |
| 2000年 | 華視            | 《麻辣鮮師》                         | 馬靜       |
| 2000年 | 東森            | 《北港香爐》                         |            |
| 2001年 | 台視            | 《流氓教授》                         | 阿敏       |
| 2001年 | 華視            | 《橘子醬男孩》                       | 小石川留美 |
| 2003年 | 民視            | 《親戚不計較》(EP1102登場)           | 阿好       |
| 2003年 | 華視            | 《單身宿舍連環泡》                   | 徐桂莉     |
| 2004年 | 台視            | 《台灣百合》                         | 丁紅玉     |
| 2004年 | 東森            | 《我的寵物老公》                     | 林秀敏     |
| 2006年 | 華視            | 《花樣少年少女》                     | 梅穎華     |
| 2006年 | 八大電視        | 《東方茱麗葉》                       | 紀風亮母   |
| 2007年 | 華視            | 《熱情仲夏》                         | 歐陽媽     |
| 2011年 | 民視/八大綜合台 | 《旋風管家》                         | 凌奇颯母   |
| 2014年 | 三立            | 《22K夢想高飛》                      | 鍾蕙心     |

### MV
陳盈潔《想抹到》

### 電影
| 年份   | 片名           | 角色   |
| ------ | -------------- | ------ |
| 1997年 | 《黑金》       | 梅美麗 |
| 2001年 | 《愛你愛我》   | 怡麗   |
| 2017年 | 《帶我去月球》 | 恩佩媽 |

## 出版作品

### 寫真集
- 1997年:《暗示》
- 1999年:《純色》

## 註腳
1. ↑  .   [2016-05-25]. （原始内容存档于2016-05-27）.

## 外部連結
- 郭靜純享受生活&你純聊天的Facebook專頁
- 郭靜純在互联网电影资料库（IMDb）上的資料（英文）
- 郭靜純在香港影庫上的簡介
- 郭靜純在豆瓣上的资料（简体中文）
- 郭靜純在时光网上的簡介（简体中文）